# Lanna
Cette page contient des caractères thaïs. En cas de problème, consultez Aide:Unicode ou testez votre navigateur.
1292–1774/1892
- Royaume d'Ava
- Phayao
- Royaume de Lavo
- Royaume d'Hanthawaddy
- Lanna
- Royaume de Sukhothaï
- Empire khmer
- Dai Viet
- Champa
- Sultanant de Kedah
- Majapahit
- autres: États malais, Chine etc.

Entités précédentes :
- Ngoen Yang (en)
- Haripunchai
- Phayao

Entités suivantes :
- Royaume du Siam

Pour les articles homonymes, voir Lanna (homonymie).
Le Lanna ou Lan Na (en thaï : ล้านนา ou อาณาจักรล้านนา, royaume du million de rizières) est un ancien royaume asiatique centré sur Chiang Mai, ville du Nord de la Thaïlande. Il était constitué de cités-États plus ou moins autonomes (outre Chiang Mai, Lampang, Lamphun, Nan et Phrae).
Il a été fondé par Mengrai en 1259, lorsqu'il succède à son père sur le trône de Ngoen Yang (actuel district de Chiang Saen (en)). En 1262, Mengrai fonde Chiang Rai, dont il fait sa capitale, transférée dans la ville nouvelle (Chiang Mai) en 1296.
État tampon entre le royaume d'Ayutthaya et la Birmanie, le Lanna fut très souvent victime de l'un ou de l'autre. Au XVe siècle, il atteint son apogée et résiste à plusieurs tentatives de conquête du royaume d'Ayutthaya. En 1558, les Birmans conduits par Bayinnaung prennent Chiang Mai, qui reste deux siècles sous domination birmane, à l'exception de deux brèves périodes au tournant du XVIIe siècle et au début du XVIIIe siècle. Le Lanna repasse sous influence siamoise en 1774, date à laquelle Chiang Mai est prise par le roi Taksin. En 1892, il est finalement annexé par le royaume de Siam, qui le transforme en monthon de Phayap.
Les populations de l'ancien royaume de Lanna (Nord de la Thaïlande) ont conservé un certain particularisme linguistique : ils parlent le thaï du Nord.

## Histoire

### Fondation
Mengrai, vingt-cinquième roi de la dynastie Lavachakkaraj de Ngoen Yang (Chiang Saen) rassembla les cités-États de Ngoen Yang en un royaume unifié. En 1262, il transféra sa capitale de Ngoen Yang à une nouvelle ville portant son nom, Chiang Rai. Il s'allia avec les rois Ngam Mueng de Phayao et Ramkhamhaeng de Sukhothaï en 1280. Il étendit ensuite ses États vers le sud en s'emparant en 1281 (ou 1292) du royaume môn d'Haripunchai (dont la capitale était l'actuelle Lamphun).
Il déplaça sa capitale plusieurs fois. Après Chaing Saeng et Chiang Rai, il s'établit à Fang, plus à l'ouest, puis à Wiang Kum Kam, plus au sud, après la conquête d'Haripunchai. Il fonda ensuite une nouvelle capitale à Chiang Mai en 1296.
Le royaume de Mengrai s'étendait sur l'ensemble des provinces du Nord de l'actuelle Thaïlande (sauf l'actuelle province de Phrae, qui appartenait au royaume de Sukhothaï, Phayao et Nan), sur Kengtung et Mong Nai (en) (dans l'actuelle Birmanie), ainsi que sur Chiang Hung (l'actuelle Jinghong, au Yunnan). Il recevait des tributs de certaines régions du Nord de l'actuel Viêt Nam, principalement dans les vallées du fleuve Rouge et de la rivière Noire, et du Nord de l'actuel Laos, ainsi que de la région de SipSongPanNa, au Yunnan.

### Division et prospérité

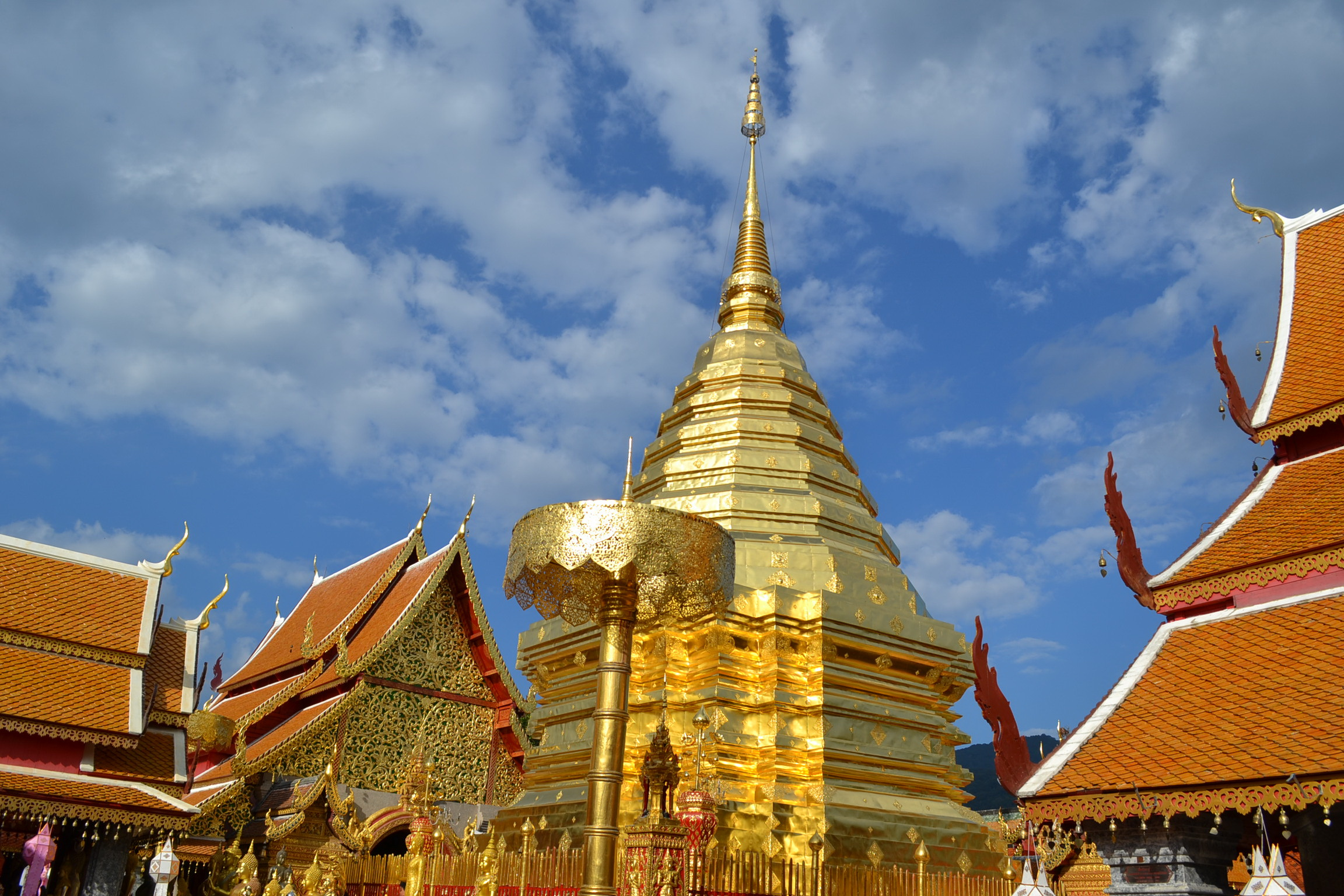
Stûpa central du Wat Doi Suthep de Chiang Mai.

Mengrai mourut en 1317 et son fils Paya Chaisongkram lui succéda. Après quatre mois sur le trône, celui-ci ramena la capitale à Chiang Rai et nomma son fils Thau Saen Phu Uparaja (vice-roi) de Chiang Mai. Le frère de Chaisongkram, Khun Kruea, roi de Mong Nai (en), envahit Chiang Mai et son neveu Saen Phu s'enfuit. Un autre fils de Chaisongkram, Thau Nam Tuam, intervint et refoula Khun Kruea. Chaisongkram nomma alors Nam Tuam Uparaja à la place de Saen Phu en 1322. Une rumeur courut cependant que Nam Tuam se préparait à se révolter et son père le remplaça par Saen Phu en 1324.
Paya Kam Fu, fils de Saen Phu, transféra sa capitale à Chiang Saen en 1334, mais son propre fils Pa Yu la retransféra à Chiang Mai.
Le bouddhisme theravada prospéra au Lanna sous le règne de Kue Na (1355-1385), qui construisit le stûpa du Wat Phrathat Doi Suthep en 1386. Kue Na favorisa le courant lankawongse[réf. souhaitée] et invita des moines de Sukhothaï pour remplacer ceux d'Haripunchai.
Lanna fut en paix sous le roi Saenmuengma (1385-1401) (dont le nom signifie « cent mille villes arrivent » — pour payer tribut). Son seul souci fut une rébellion avortée de son oncle le prince Maha Prommatat, qui appela à l'aide le tout nouveau royaume d'Ayutthaya. Son roi Borommaracha Ier (en) envoya ses troupes contre le Lanna, mais elles furent repoussées. Sous Samfangkaen (1402-1441), le Lanna dut faire face à des invasions chinoises de la jeune dynastie Ming.

### Expansion sous Tilokaraj

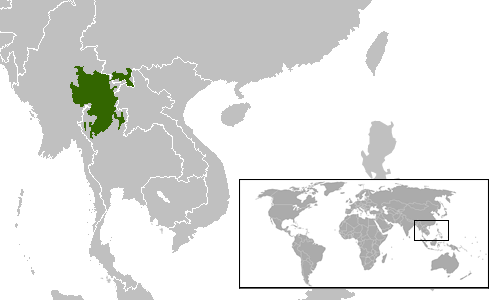
Plus grande expansion territoriale du Lanna sous Tilokaraj.

Le Lanna atteignit l'apogée de sa puissance sous le roi Tilokaraj (en) (1441-1487). Celui-ci monta sur le trône en renversant son père Samfangkaen et son frère Thau Choi se révolta contre lui au nom de leur père. Thau Choi demanda l'aide du royaume d'Ayutthaya, dont le roi Borommaracha II (en) envoya ses troupes contre le Lanna en 1442. Elles furent repoussées et la rébellion écrasée. Tilokaraj conquit le petit royaume voisin de Phayao en 1456. 
Dans le Sud, la puissance du royaume d'Ayutthaya n'avait elle aussi cessé de croître depuis sa fondation en 1388. Les relations entre les deux royaumes s'étaient dégradées depuis qu'Ayuttaya avait soutenu la révolte de Thau Choi. En 1451, Yuttitthira, un descendant des rois de Sukhothaï en conflit avec le roi Trailokanat d'Ayutthaya, se déclara vassal de Tilokaraj. Il le supplia d'attaquer Phitsanulok, sur lequel il avait des droits, ce qui déclencha une guerre qui allait embraser pendant près de vingt ans (1456-1474) toute la haute-vallée de la Chao Phraya. En 1460, le gouverneur de Chaliang (dans l'actuelle province de Sukhothaï) se rendit devant Tilokaraj. Trailokanat utilisa alors une nouvelle stratégie, en transférant sa capitale à Phtitsanulok, à proximité du théâtre des opérations. Le Lanna subit des revers et Tilokaraj fit des propositions de paix en 1475.
Tilokaraj fut un grand protecteur du bouddhisme theravada. En 1477, il organisa près de Chiang Mai un concile bouddhique pour recompiler le Tripitaka. Il fit aussi construire et rénover de nombreux temples importants.
En 1480, il envoya des troupes pour aider le roi du Lan Xang (actuel Laos) à se libérer de la tutelle vietnamienne. Il étendit aussi ses possessions vers l'ouest, en s'emparant des États shans de Laikha (en), Hsipaw, Mong Nai (en) et Yawnghwe (dans l'actuelle Birmanie).

### Déclin
Après Tilokaraj, le Lanna fut en proie à des luttes de pouvoir qui l'empêchèrent de se défendre contre des voisins de plus en plus puissants. Les Shans se libérèrent. Le dernier roi important fut Paya Kaew, arrière-petit-fils de Tilokaraj, qui envahit Ayutthaya en 1507. Il fut repoussé et envahi à son tour en 1513 par Ramathibodi II ; Lampang fut mise à sac. En 1523, une lutte dynastique éclata à Kengtung (actuelle capitale de l'État shan, en Birmanie). Une faction demanda l'aide du Lanna, tandis que l'autre s'appuyait sur la principauté shane de Hsipaw. Kaew envoya ses armées rétablir leur domination sur la région, mais elles furent facilement vaincues par celles de Hsipaw. Cette défaite marqua la fin de la domination du Lanna dans la région. 
En 1538, le roi Ketklao, fils de Kaew, fut renversé par son propre fils Thau Sai Kam. Il fut restauré en 1543 mais, atteint d'une maladie mentale, exécuté en 1545. Sa fille Chiraprapa (en) lui succéda. Ces luttes de succession fournirent une opportunité aux birmans et à Ayutthaya pour s'emparer du royaume. Le roi d'Ayutthaya Chairacha envahit le Lanna en 1545, mais Chiraprapa négocia la paix. Chairacha revint l'année suivante, pilla Lampang et Lamphun et menaça Chiang Mai elle-même. Chiraprapa fut obligée de se déclarer vassale d'Ayutthaya. 
Dans une telle situation, elle décida d'abdiquer en 1546 et la noblesse confia le trône à son beau-frère, le prince du Lan Xang Chaiyasettha. Celui-ci s'installa au Lanna, mais en 1547, à la mort de son père, il retourna au Lan Xang pour monter sur son trône sous le nom de Setthathirath. Il emporta à cette occasion le Bouddha d'émeraude à Luang Prabang (celui qui se trouve aujourd'hui à Bangkok). 
Les nobles choisirent alors comme roi Meguti, le saopha (prince shan) de Mong Nai (en), dont la famille était apparentée à Mengrai. Roi shan, il aurait violé plusieurs coutumes et croyances du Lanna. En 1558, le roi birman Bayinnaung envahit le Royaume, faisant de Meguti un simple homme de paille. Le Lanna resta vassal de la Birmanie pendant les deux siècles suivants.

### Domination birmane
Bayinnaung prépara alors son assaut général contre Ayutthaya (il prit la ville en 1569). Meguti tenta de libérer le Royaume, mais il fut exécuté en 1564 et Bayinnaung le remplaça par Visuttidevi, une de ses concubines qui descendait de Mengrai. Celle-ci mourut en 1578. Bayinnaung mit alors sur le trône du Lanna leur fils Noratra Minsosi. La Birmanie accorda au Royaume une importante autonomie, mais en contrôlant strictement sa corvée et les impôts, détournant les ressources disponibles pour ses propres guerres. 
Après Bayinnaung († 1581), l'autorité birmane s'affaiblit en même temps que grandissait celle du roi d'Ayutthaya Naresuan (1555-1605). Le Lanna servit à plusieurs reprises de base pour d'infructueuses invasions d'Ayutthaya. Les rois du Lan Xang cherchèrent eux aussi à libérer la région de l'influence birmane. En 1595, Nokeo Koumone menaça de traverser le Lanna pour envahir la Birmanie. Face à ce péril, Noratra Minsosi demanda l'aide de Naresuan et se plaça sous la protection d'Ayutthaya. Celle-ci fut cependant de courte durée.
Phra Choi succéda à son frère Noratra Minsosi, mais il fut renversé par le fils de celui-ci, Phra Chaiyathip, en 1608. Il réussit à remonter sur le trône en 1613. Son successeur Siseongmueng, fils adoptif de Minsosi et ancien roi de Nan essaya de maintenir son indépendance, mais il fut vaincu par le roi de Birmanie Thalun en 1631. 
Pendant tout le siècle suivant, les rois de Lanna restèrent vassaux de la Birmanie, la résistance aux birmans ne se manifestant plus que dans les couches populaires. En 1660 et 1662, le roi d'Ayutthaya Narai envahit le Lanna ; ses forces saccagèrent les villes (dont Chiang Mai en 1662), mais ne purent s'y maintenir longtemps. En 1664, la Birmanie décida de mettre fin à l'autonomie du Lanna en remplaçant sa noblesse par des fonctionnaires birmans et en 1701 elle annexa directement Chiang Saen (en).
En 1727, un dénommé Thepsingh réussit à libérer le Lanna de la tutelle birmane, mais son indépendance dura moins d'un an.

### Prise par le Siam
En 1732, un mahout du nom de Tipchang qui prétendait avoir des pouvoirs se rendit maître de Lampang, donnant naissance à la dynastie Tipchak de Lampang. Ce royaume paya aussi tribut à la Birmanie. Le petit-fils de Tipchang, Kawila, prépara la libération de Lampang et du Lanna. Lui et Phraya Chabaan, un noble du Lanna, devinrent les figures de proue du mouvement. Kawila fit appel au roi Taksin de Thonburi, qui envoya au Lanna le général Chakri (futur Rama Ier) et son jeune frère Phraya Surasi. 
En 1774, les forces de Lampang et de Thonburi s'emparèrent de Chiang Mai, mettant fin à deux siècles de domination birmane. Kawila devint roi de Lampang et Phraya Chaban roi de Chiang Mai.
En 1884, les réformes du roi Chulalongkorn (Rama V) abolirent le royaume de Chiang Mai.

## Sources
- Jean Sellier, Atlas des peuples d'Asie méridionale et orientale, La Découverte, Paris, 2008.
- Garry Harbottle-Johnson, Wieng Kum Kam, Atlantis of Lan Na  (ISBN 974-85439-8-6).
- Hans Penth, A brief history of Lan Na  (ISBN 974-7551-32-2).
- Michael Freeman, Lanna, Thailand's Northern Kingdom  (ISBN 974-8225-27-5).
- David K. Wyatt (en), Aroonrut Wichienkeeo - The Chiang Mai Chronicle  (ISBN 974-7100-62-2).
- คณะทายาทสายสกุล เจ้าหลวงเมืองพะเยา, สถาบันศิลปวัฒนธรรมโยนก. ครบรอบ 100 ปี แม่เจ้าทรายมูล (มหาวงศ์) ไชยเมือง และประวัติสายสกุลเจ้าหลวงเมืองพะเยา พุทธศักราช 2387 - 2456. พะเยา : บ.ฮาซัน พริ้นติ้ง จก., 2546.
- คัมภีร์ คัมภีรญาณนนท์, นาวาอากาศเอก. เจ้านายฝ่ายเหนือ.
- นงเยาว์ กาญจนจารี, ดารารัศมี : พระประวัติพระราชชายา เจ้าดารารัศมี. เชียงใหม่ : สุริวงศ์บุ๊คเซนเตอร์, 2539.
- ปราณี ศิริธร ณ พัทลุง, เพ็ชร์ล้านนา. เชียงใหม่ : ผู้จัดการ ศูนย์ภาคเหนือ (ครั้งที่ 2), 2538.
- เจ้าวงศ์สัก ณ เชียงใหม่, คณะทายาทสายสกุล ณ เชียงใหม่. เจ้าหลวงเชียงใหม่. กรุงเทพฯ : อมรินทร์พริ้นติ้ง แอนด์ พับลิชชิ่ง จำกัด (มหาชน), 2539.
- สมหมาย เปรมจิตต์, สถาบันวิจัยสังคม มหาวิทยาลัยเชียงใหม่. ตำนานสิบห้าราชวงศ์ (ฉบับสอบชำระ). เชียงใหม่ : มิ่งเมือง, 2540.
- สรัสวดี อ๋องสกุล, ประวัติศาสตร์ล้านนา. กรุงเทพฯ : อมรินทร์พริ้นติ้ง (พิมพ์ครั้งที่ 2), 2539.
- ศักดิ์ รัตนชัย, พงศาวดารสุวรรณหอคำนครลำปาง (ตำนานเจ้าเจ็ดพระองค์กับหอคำมงคล ฉบับสอบทานกับเอกสารสืบค้น สรสว.ลำปาง).
- « Wayback Machine », sur globalgroup.in.th via Internet Archive (consulté le 26 février 2024).

## Référence
- (en) Cet article est partiellement ou en totalité issu de l’article de Wikipédia en anglais intitulé « Lanna » (voir la liste des auteurs).